# Volta a Andalusia 2023
La Volta a Andalusia 2023 fou la 69a edició de la Volta a Andalusia. La cursa es disputà entre el 15 i el 19 de febrer de 2023, amb un recorregut de 845,2 km repartits en cinc etapes. La cursa formava part de l'UCI ProSeries 2023, en la categoria 2.Pro.
El vencedor final fou l'eslovè Tadej Pogačar (UAE Team Emirates). Mikel Landa (Bahrain Victorious) i Santiago Buitrago (Bahrain Victorious) completaren el podi.

## Equips participants
En aquesta edició hi prendran part 17 equips:
| WorldTeams (8)- Alpecin-Deceuninck - Astana Qazaqstan Team - Bahrain Victorious - Ineos Grenadiers - Intermarché-Circus-Wanty - Team Jayco AlUla - Movistar Team - UAE Team Emirates ProTeams (9)- Burgos-BH - Caja Rural-Seguros RGA - Eolo-Kometa - Euskaltel-Euskadi - Israel-Premier Tech - Equipo Kern Pharma - Lotto Dstny - Team Flanders-Baloise - TotalEnergies |
| |

## Etapes
| Etapa    | Data      | Ciutats d'etapa                            | type                    | Distància (km) | Desnivell (m) | Vencedor de l'etapa   | Líder de la general |
| -------- | --------- | ------------------------------------------ | ----------------------- | -------------- | ------------- | --------------------- | ------------------- |
| 1a etapa | 15 de feb | Puente de Génave – Santiago de l'Espada    | etapa de muntanya       | 179            | 3.947 m       | Tadej Pogačar         | Tadej Pogačar       |
| 2a etapa | 16 de feb | Diezma – Alcalá la Real                    | etapa de mitja muntanya | 156,1          | 2.589 m       | Tadej Pogačar         | Tadej Pogačar       |
| 3a etapa | 17 de feb | Alcalá de Guadaíra – Alcalá de los Gazules | etapa plana             | 161            | 1.667 m       | Tim Wellens           | Tadej Pogačar       |
| 4a etapa | 18 de feb | Olvera – Iznájar                           | etapa de mitja muntanya | 164,8          | 3.095 m       | Tadej Pogačar         | Tadej Pogačar       |
| 5a etapa | 19 de feb | Villa de Otura – Alhaurín de la Torre      | etapa de mitja muntanya | 184,3          | 2.910 m       | Omar Fraile Matarranz | Tadej Pogačar       |

### Etapa 1
| \| Classificació de l'etapa \| Classificació de l'etapa \| Classificació de l'etapa \| Classificació de l'etapa \| Classificació de l'etapa \| \| Corredor \| Corredor \| Equip \| Temps \| \| \| ------------------------ \| ------------------------- \| ------------------------ \| ------------------------ \| ------------------------ \| \| 1r \| Tadej Pogačar \| UAE Team Emirates \| 5h 04' 19" \| \| \| 2n \| Mikel Landa Meana \| Bahrain Victorious \| + 38" \| \| \| 3r \| Carlos Rodríguez Cano \| Ineos Grenadiers \| + 38" \| \| \| 4t \| Santiago Buitrago Sánchez \| Bahrain Victorious \| + 38" \| \| \| 5è \| Tao Geoghegan Hart \| Ineos Grenadiers \| + 1' 38" \| \| \| 6è \| Pàvel Sivakov \| Ineos Grenadiers \| + 1' 39" \| \| \| 7è \| Damiano Caruso \| Bahrain Victorious \| + 1' 39" \| \| \| 8è \| Enric Mas Nicolau \| Movistar Team \| + 1' 39" \| \| \| 9è \| Jack Haig \| Bahrain Victorious \| + 1' 39" \| \| \| 10è \| Jefferson Cepeda \| Caja Rural-Seguros RGA \| + 1' 41" \| \| |                           |                        |            |
| |                           |                        |            |
| Font: ProCyclingStats |                           |                        |            |
| Classificació de l'etapa |                           |                        |            |
| Corredor | Corredor                  | Equip                  | Temps      |
| 1r | Tadej Pogačar             | UAE Team Emirates      | 5h 04' 19" |
| 2n | Mikel Landa Meana         | Bahrain Victorious     | + 38"      |
| 3r | Carlos Rodríguez Cano     | Ineos Grenadiers       | + 38"      |
| 4t | Santiago Buitrago Sánchez | Bahrain Victorious     | + 38"      |
| 5è | Tao Geoghegan Hart        | Ineos Grenadiers       | + 1' 38"   |
| 6è | Pàvel Sivakov             | Ineos Grenadiers       | + 1' 39"   |
| 7è | Damiano Caruso            | Bahrain Victorious     | + 1' 39"   |
| 8è | Enric Mas Nicolau         | Movistar Team          | + 1' 39"   |
| 9è | Jack Haig                 | Bahrain Victorious     | + 1' 39"   |
| 10è | Jefferson Cepeda          | Caja Rural-Seguros RGA | + 1' 41"   |

| \| Classificació general \| Classificació general \| Classificació general \| Classificació general \| Classificació general \| \| Corredor \| Corredor \| Equip \| Temps \| \| \| --------------------- \| ------------------------- \| ---------------------- \| --------------------- \| --------------------- \| \| 1r \| Tadej Pogačar \| UAE Team Emirates \| 5h 04' 19" \| \| \| 2n \| Mikel Landa Meana \| Bahrain Victorious \| + 38" \| \| \| 3r \| Carlos Rodríguez Cano \| Ineos Grenadiers \| + 38" \| \| \| 4t \| Santiago Buitrago Sánchez \| Bahrain Victorious \| + 38" \| \| \| 5è \| Tao Geoghegan Hart \| Ineos Grenadiers \| + 1' 38" \| \| \| 6è \| Pàvel Sivakov \| Ineos Grenadiers \| + 1' 39" \| \| \| 7è \| Damiano Caruso \| Bahrain Victorious \| + 1' 39" \| \| \| 8è \| Enric Mas Nicolau \| Movistar Team \| + 1' 39" \| \| \| 9è \| Jack Haig \| Bahrain Victorious \| + 1' 39" \| \| \| 10è \| Jefferson Cepeda \| Caja Rural-Seguros RGA \| + 1' 41" \| \| |                           |                        |            |
| |                           |                        |            |
| Font: ProCyclingStats |                           |                        |            |
| Classificació general |                           |                        |            |
| Corredor | Corredor                  | Equip                  | Temps      |
| 1r | Tadej Pogačar             | UAE Team Emirates      | 5h 04' 19" |
| 2n | Mikel Landa Meana         | Bahrain Victorious     | + 38"      |
| 3r | Carlos Rodríguez Cano     | Ineos Grenadiers       | + 38"      |
| 4t | Santiago Buitrago Sánchez | Bahrain Victorious     | + 38"      |
| 5è | Tao Geoghegan Hart        | Ineos Grenadiers       | + 1' 38"   |
| 6è | Pàvel Sivakov             | Ineos Grenadiers       | + 1' 39"   |
| 7è | Damiano Caruso            | Bahrain Victorious     | + 1' 39"   |
| 8è | Enric Mas Nicolau         | Movistar Team          | + 1' 39"   |
| 9è | Jack Haig                 | Bahrain Victorious     | + 1' 39"   |
| 10è | Jefferson Cepeda          | Caja Rural-Seguros RGA | + 1' 41"   |

### Etapa 2
| \| Classificació de l'etapa \| Classificació de l'etapa \| Classificació de l'etapa \| Classificació de l'etapa \| Classificació de l'etapa \| \| Corredor \| Corredor \| Equip \| Temps \| \| \| ------------------------ \| ------------------------- \| ------------------------ \| ------------------------ \| ------------------------ \| \| 1r \| Tadej Pogačar \| UAE Team Emirates \| 3h 40' 10" \| \| \| 2n \| Enric Mas Nicolau \| Movistar Team \| + 4" \| \| \| 3r \| Santiago Buitrago Sánchez \| Bahrain Victorious \| + 4" \| \| \| 4t \| Mikel Landa Meana \| Bahrain Victorious \| + 4" \| \| \| 5è \| Carlos Rodríguez Cano \| Ineos Grenadiers \| + 4" \| \| \| 6è \| Lorenzo Rota \| Intermarché-Circus-Wanty \| + 17" \| \| \| 7è \| Dylan Teuns \| Israel-Premier Tech \| + 21" \| \| \| 8è \| Tao Geoghegan Hart \| Ineos Grenadiers \| + 24" \| \| \| 9è \| Damiano Caruso \| Bahrain Victorious \| + 33" \| \| \| 10è \| Georg Zimmermann \| Intermarché-Circus-Wanty \| + 36" \| \| |                           |                          |            |
| |                           |                          |            |
| Font: ProCyclingStats |                           |                          |            |
| Classificació de l'etapa |                           |                          |            |
| Corredor | Corredor                  | Equip                    | Temps      |
| 1r | Tadej Pogačar             | UAE Team Emirates        | 3h 40' 10" |
| 2n | Enric Mas Nicolau         | Movistar Team            | + 4"       |
| 3r | Santiago Buitrago Sánchez | Bahrain Victorious       | + 4"       |
| 4t | Mikel Landa Meana         | Bahrain Victorious       | + 4"       |
| 5è | Carlos Rodríguez Cano     | Ineos Grenadiers         | + 4"       |
| 6è | Lorenzo Rota              | Intermarché-Circus-Wanty | + 17"      |
| 7è | Dylan Teuns               | Israel-Premier Tech      | + 21"      |
| 8è | Tao Geoghegan Hart        | Ineos Grenadiers         | + 24"      |
| 9è | Damiano Caruso            | Bahrain Victorious       | + 33"      |
| 10è | Georg Zimmermann          | Intermarché-Circus-Wanty | + 36"      |

| \| Classificació general \| Classificació general \| Classificació general \| Classificació general \| Classificació general \| \| Corredor \| Corredor \| Equip \| Temps \| \| \| --------------------- \| ------------------------- \| --------------------- \| --------------------- \| --------------------- \| \| 1r \| Tadej Pogačar \| UAE Team Emirates \| 8h 44' 19" \| \| \| 2n \| Santiago Buitrago Sánchez \| Bahrain Victorious \| + 48" \| \| \| 3r \| Mikel Landa Meana \| Bahrain Victorious \| + 52" \| \| \| 4t \| Carlos Rodríguez Cano \| Ineos Grenadiers \| + 52" \| \| \| 5è \| Enric Mas Nicolau \| Movistar Team \| + 1' 47" \| \| \| 6è \| Tao Geoghegan Hart \| Ineos Grenadiers \| + 2' 12" \| \| \| 7è \| Damiano Caruso \| Bahrain Victorious \| + 2' 22" \| \| \| 8è \| Rafał Majka \| UAE Team Emirates \| + 2' 51" \| \| \| 9è \| Pàvel Sivakov \| Ineos Grenadiers \| + 2' 52" \| \| \| 10è \| Jack Haig \| Bahrain Victorious \| + 2' 52" \| \| |                           |                    |            |
| |                           |                    |            |
| Font: ProCyclingStats |                           |                    |            |
| Classificació general |                           |                    |            |
| Corredor | Corredor                  | Equip              | Temps      |
| 1r | Tadej Pogačar             | UAE Team Emirates  | 8h 44' 19" |
| 2n | Santiago Buitrago Sánchez | Bahrain Victorious | + 48"      |
| 3r | Mikel Landa Meana         | Bahrain Victorious | + 52"      |
| 4t | Carlos Rodríguez Cano     | Ineos Grenadiers   | + 52"      |
| 5è | Enric Mas Nicolau         | Movistar Team      | + 1' 47"   |
| 6è | Tao Geoghegan Hart        | Ineos Grenadiers   | + 2' 12"   |
| 7è | Damiano Caruso            | Bahrain Victorious | + 2' 22"   |
| 8è | Rafał Majka               | UAE Team Emirates  | + 2' 51"   |
| 9è | Pàvel Sivakov             | Ineos Grenadiers   | + 2' 52"   |
| 10è | Jack Haig                 | Bahrain Victorious | + 2' 52"   |

### Etapa 3
| \| Classificació de l'etapa \| Classificació de l'etapa \| Classificació de l'etapa \| Classificació de l'etapa \| Classificació de l'etapa \| \| Corredor \| Corredor \| Equip \| Temps \| \| \| ------------------------ \| ------------------------ \| ------------------------ \| ------------------------ \| ------------------------ \| \| 1r \| Tim Wellens \| UAE Team Emirates \| 3h 47' 12" \| \| \| 2n \| Pierre Latour \| TotalEnergies \| + 14" \| \| \| 3r \| Samuele Battistella \| Astana Qazaqstan Team \| + 15" \| \| \| 4t \| Connor Swift \| Ineos Grenadiers \| + 15" \| \| \| 5è \| Laurenz Rex \| Intermarché-Circus-Wanty \| + 16" \| \| \| 6è \| Davide Bais \| Eolo-Kometa \| + 16" \| \| \| 7è \| Edoardo Zambanini \| Bahrain Victorious \| + 16" \| \| \| 8è \| Cyril Barthe \| Burgos-BH \| + 26" \| \| \| 9è \| Erik Fetter \| Eolo-Kometa \| + 28" \| \| \| 10è \| Gorka Izagirre Insausti \| Movistar Team \| + 28" \| \| |                         |                          |            |
| |                         |                          |            |
| Font: ProCyclingStats |                         |                          |            |
| Classificació de l'etapa |                         |                          |            |
| Corredor | Corredor                | Equip                    | Temps      |
| 1r | Tim Wellens             | UAE Team Emirates        | 3h 47' 12" |
| 2n | Pierre Latour           | TotalEnergies            | + 14"      |
| 3r | Samuele Battistella     | Astana Qazaqstan Team    | + 15"      |
| 4t | Connor Swift            | Ineos Grenadiers         | + 15"      |
| 5è | Laurenz Rex             | Intermarché-Circus-Wanty | + 16"      |
| 6è | Davide Bais             | Eolo-Kometa              | + 16"      |
| 7è | Edoardo Zambanini       | Bahrain Victorious       | + 16"      |
| 8è | Cyril Barthe            | Burgos-BH                | + 26"      |
| 9è | Erik Fetter             | Eolo-Kometa              | + 28"      |
| 10è | Gorka Izagirre Insausti | Movistar Team            | + 28"      |

| \| Classificació general \| Classificació general \| Classificació general \| Classificació general \| Classificació general \| \| Corredor \| Corredor \| Equip \| Temps \| \| \| --------------------- \| ------------------------- \| --------------------- \| --------------------- \| --------------------- \| \| 1r \| Tadej Pogačar \| UAE Team Emirates \| 12h 35' 57" \| \| \| 2n \| Santiago Buitrago Sánchez \| Bahrain Victorious \| + 48" \| \| \| 3r \| Mikel Landa Meana \| Bahrain Victorious \| + 52" \| \| \| 4t \| Carlos Rodríguez Cano \| Ineos Grenadiers \| + 52" \| \| \| 5è \| Enric Mas Nicolau \| Movistar Team \| + 1' 47" \| \| \| 6è \| Tao Geoghegan Hart \| Ineos Grenadiers \| + 2' 12" \| \| \| 7è \| José Manuel Díaz Gallego \| Burgos-BH \| + 2' 19" \| \| \| 8è \| Gorka Izagirre Insausti \| Movistar Team \| + 2' 21" \| \| \| 9è \| Damiano Caruso \| Bahrain Victorious \| + 2' 22" \| \| \| 10è \| Tim Wellens \| UAE Team Emirates \| + 2' 26" \| \| |                           |                    |             |
| |                           |                    |             |
| Font: ProCyclingStats |                           |                    |             |
| Classificació general |                           |                    |             |
| Corredor | Corredor                  | Equip              | Temps       |
| 1r | Tadej Pogačar             | UAE Team Emirates  | 12h 35' 57" |
| 2n | Santiago Buitrago Sánchez | Bahrain Victorious | + 48"       |
| 3r | Mikel Landa Meana         | Bahrain Victorious | + 52"       |
| 4t | Carlos Rodríguez Cano     | Ineos Grenadiers   | + 52"       |
| 5è | Enric Mas Nicolau         | Movistar Team      | + 1' 47"    |
| 6è | Tao Geoghegan Hart        | Ineos Grenadiers   | + 2' 12"    |
| 7è | José Manuel Díaz Gallego  | Burgos-BH          | + 2' 19"    |
| 8è | Gorka Izagirre Insausti   | Movistar Team      | + 2' 21"    |
| 9è | Damiano Caruso            | Bahrain Victorious | + 2' 22"    |
| 10è | Tim Wellens               | UAE Team Emirates  | + 2' 26"    |

### Etapa 4
| \| Classificació de l'etapa \| Classificació de l'etapa \| Classificació de l'etapa \| Classificació de l'etapa \| Classificació de l'etapa \| \| Corredor \| Corredor \| Equip \| Temps \| \| \| ------------------------ \| ------------------------- \| ------------------------ \| ------------------------ \| ------------------------ \| \| 1r \| Tadej Pogačar \| UAE Team Emirates \| 4h 01' 39" \| \| \| 2n \| Enric Mas Nicolau \| Movistar Team \| + 3" \| \| \| 3r \| Lorenzo Rota \| Intermarché-Circus-Wanty \| + 9" \| \| \| 4t \| Mikel Landa Meana \| Bahrain Victorious \| + 12" \| \| \| 5è \| Santiago Buitrago Sánchez \| Bahrain Victorious \| + 21" \| \| \| 6è \| Nick Schultz \| Israel-Premier Tech \| + 21" \| \| \| 7è \| Tao Geoghegan Hart \| Ineos Grenadiers \| + 21" \| \| \| 8è \| Andreas Kron \| Lotto Dstny \| + 24" \| \| \| 9è \| Damiano Caruso \| Bahrain Victorious \| + 33" \| \| \| 10è \| Carlos Rodríguez Cano \| Ineos Grenadiers \| + 33" \| \| |                           |                          |            |
| |                           |                          |            |
| Font: ProCyclingStats |                           |                          |            |
| Classificació de l'etapa |                           |                          |            |
| Corredor | Corredor                  | Equip                    | Temps      |
| 1r | Tadej Pogačar             | UAE Team Emirates        | 4h 01' 39" |
| 2n | Enric Mas Nicolau         | Movistar Team            | + 3"       |
| 3r | Lorenzo Rota              | Intermarché-Circus-Wanty | + 9"       |
| 4t | Mikel Landa Meana         | Bahrain Victorious       | + 12"      |
| 5è | Santiago Buitrago Sánchez | Bahrain Victorious       | + 21"      |
| 6è | Nick Schultz              | Israel-Premier Tech      | + 21"      |
| 7è | Tao Geoghegan Hart        | Ineos Grenadiers         | + 21"      |
| 8è | Andreas Kron              | Lotto Dstny              | + 24"      |
| 9è | Damiano Caruso            | Bahrain Victorious       | + 33"      |
| 10è | Carlos Rodríguez Cano     | Ineos Grenadiers         | + 33"      |

| \| Classificació general \| Classificació general \| Classificació general \| Classificació general \| Classificació general \| \| Corredor \| Corredor \| Equip \| Temps \| \| \| --------------------- \| ------------------------- \| ------------------------ \| --------------------- \| --------------------- \| \| 1r \| Tadej Pogačar \| UAE Team Emirates \| 16h 36' 58" \| \| \| 2n \| Mikel Landa Meana \| Bahrain Victorious \| + 1' 14" \| \| \| 3r \| Santiago Buitrago Sánchez \| Bahrain Victorious \| + 1' 19" \| \| \| 4t \| Carlos Rodríguez Cano \| Ineos Grenadiers \| + 1' 35" \| \| \| 5è \| Enric Mas Nicolau \| Movistar Team \| + 1' 54" \| \| \| 6è \| Tao Geoghegan Hart \| Ineos Grenadiers \| + 2' 43" \| \| \| 7è \| Damiano Caruso \| Bahrain Victorious \| + 3' 05" \| \| \| 8è \| Lorenzo Rota \| Intermarché-Circus-Wanty \| + 3' 23" \| \| \| 9è \| Andreas Kron \| Lotto Dstny \| + 3' 45" \| \| \| 10è \| Pàvel Sivakov \| Ineos Grenadiers \| + 3' 53" \| \| |                           |                          |             |
| |                           |                          |             |
| Font: ProCyclingStats |                           |                          |             |
| Classificació general |                           |                          |             |
| Corredor | Corredor                  | Equip                    | Temps       |
| 1r | Tadej Pogačar             | UAE Team Emirates        | 16h 36' 58" |
| 2n | Mikel Landa Meana         | Bahrain Victorious       | + 1' 14"    |
| 3r | Santiago Buitrago Sánchez | Bahrain Victorious       | + 1' 19"    |
| 4t | Carlos Rodríguez Cano     | Ineos Grenadiers         | + 1' 35"    |
| 5è | Enric Mas Nicolau         | Movistar Team            | + 1' 54"    |
| 6è | Tao Geoghegan Hart        | Ineos Grenadiers         | + 2' 43"    |
| 7è | Damiano Caruso            | Bahrain Victorious       | + 3' 05"    |
| 8è | Lorenzo Rota              | Intermarché-Circus-Wanty | + 3' 23"    |
| 9è | Andreas Kron              | Lotto Dstny              | + 3' 45"    |
| 10è | Pàvel Sivakov             | Ineos Grenadiers         | + 3' 53"    |

### Etapa 5
| \| Classificació de l'etapa \| Classificació de l'etapa \| Classificació de l'etapa \| Classificació de l'etapa \| Classificació de l'etapa \| \| Corredor \| Corredor \| Equip \| Temps \| \| \| ------------------------ \| ------------------------- \| ------------------------ \| ------------------------ \| ------------------------ \| \| 1r \| Omar Fraile Matarranz \| Ineos Grenadiers \| 4h 27' 59" \| \| \| 2n \| Alessandro Covi \| UAE Team Emirates \| + 0" \| \| \| 3r \| Andrea Pasqualon \| Bahrain Victorious \| + 0" \| \| \| 4t \| Andreas Kron \| Lotto Dstny \| + 0" \| \| \| 5è \| Nick Schultz \| Israel-Premier Tech \| + 0" \| \| \| 6è \| Gonzalo Serrano Rodríguez \| Movistar Team \| + 0" \| \| \| 7è \| Edvald Boasson Hagen \| TotalEnergies \| + 0" \| \| \| 8è \| Damiano Caruso \| Bahrain Victorious \| + 0" \| \| \| 9è \| Jesús Ezquerra \| Burgos-BH \| + 0" \| \| \| 10è \| Lorenzo Rota \| Intermarché-Circus-Wanty \| + 0" \| \| |                           |                          |            |
| |                           |                          |            |
| Font: ProCyclingStats |                           |                          |            |
| Classificació de l'etapa |                           |                          |            |
| Corredor | Corredor                  | Equip                    | Temps      |
| 1r | Omar Fraile Matarranz     | Ineos Grenadiers         | 4h 27' 59" |
| 2n | Alessandro Covi           | UAE Team Emirates        | + 0"       |
| 3r | Andrea Pasqualon          | Bahrain Victorious       | + 0"       |
| 4t | Andreas Kron              | Lotto Dstny              | + 0"       |
| 5è | Nick Schultz              | Israel-Premier Tech      | + 0"       |
| 6è | Gonzalo Serrano Rodríguez | Movistar Team            | + 0"       |
| 7è | Edvald Boasson Hagen      | TotalEnergies            | + 0"       |
| 8è | Damiano Caruso            | Bahrain Victorious       | + 0"       |
| 9è | Jesús Ezquerra            | Burgos-BH                | + 0"       |
| 10è | Lorenzo Rota              | Intermarché-Circus-Wanty | + 0"       |

## Classificacions finals

### Classificació final
| \| Classificació general \| Classificació general \| Classificació general \| Classificació general \| Classificació general \| \| Corredor \| Corredor \| Equip \| Temps \| \| \| --------------------- \| ------------------------- \| ------------------------ \| --------------------- \| --------------------- \| \| 1r \| Tadej Pogačar \| UAE Team Emirates \| 21h 04' 57" \| \| \| 2n \| Mikel Landa Meana \| Bahrain Victorious \| + 1' 23" \| \| \| 3r \| Santiago Buitrago Sánchez \| Bahrain Victorious \| + 1' 28" \| \| \| 4t \| Carlos Rodríguez Cano \| Ineos Grenadiers \| + 1' 44" \| \| \| 5è \| Enric Mas Nicolau \| Movistar Team \| + 2' 03" \| \| \| 6è \| Tao Geoghegan Hart \| Ineos Grenadiers \| + 2' 52" \| \| \| 7è \| Damiano Caruso \| Bahrain Victorious \| + 3' 05" \| \| \| 8è \| Lorenzo Rota \| Intermarché-Circus-Wanty \| + 3' 23" \| \| \| 9è \| Andreas Kron \| Lotto Dstny \| + 3' 45" \| \| \| 10è \| Pàvel Sivakov \| Ineos Grenadiers \| + 4' 05" \| \| |                           |                          |             |
| |                           |                          |             |
| Font: ProCyclingStats |                           |                          |             |
| Classificació general |                           |                          |             |
| Corredor | Corredor                  | Equip                    | Temps       |
| 1r | Tadej Pogačar             | UAE Team Emirates        | 21h 04' 57" |
| 2n | Mikel Landa Meana         | Bahrain Victorious       | + 1' 23"    |
| 3r | Santiago Buitrago Sánchez | Bahrain Victorious       | + 1' 28"    |
| 4t | Carlos Rodríguez Cano     | Ineos Grenadiers         | + 1' 44"    |
| 5è | Enric Mas Nicolau         | Movistar Team            | + 2' 03"    |
| 6è | Tao Geoghegan Hart        | Ineos Grenadiers         | + 2' 52"    |
| 7è | Damiano Caruso            | Bahrain Victorious       | + 3' 05"    |
| 8è | Lorenzo Rota              | Intermarché-Circus-Wanty | + 3' 23"    |
| 9è | Andreas Kron              | Lotto Dstny              | + 3' 45"    |
| 10è | Pàvel Sivakov             | Ineos Grenadiers         | + 4' 05"    |

### Classificacions secundàries
| Classificació per punts | Classificació per punts   | Classificació per punts  | Classificació per punts | Classificació per punts |
| Corredor                | Corredor                  | Equip                    | Punts                   |                         |
| ----------------------- | ------------------------- | ------------------------ | ----------------------- | ----------------------- |
| 1r                      | Tadej Pogačar             | UAE Team Emirates        | 77 pts                  |                         |
| 2n                      | Mikel Landa Meana         | Bahrain Victorious       | 48 pts                  |                         |
| 3r                      | Enric Mas Nicolau         | Movistar Team            | 48 pts                  |                         |
| 4t                      | Santiago Buitrago Sánchez | Bahrain Victorious       | 42 pts                  |                         |
| 5è                      | Carlos Rodríguez Cano     | Ineos Grenadiers         | 34 pts                  |                         |
| 6è                      | Lorenzo Rota              | Intermarché-Circus-Wanty | 32 pts                  |                         |
| 7è                      | Damiano Caruso            | Bahrain Victorious       | 31 pts                  |                         |
| 8è                      | Tim Wellens               | UAE Team Emirates        | 29 pts                  |                         |
| 9è                      | Tao Geoghegan Hart        | Ineos Grenadiers         | 29 pts                  |                         |
| 10è                     | Omar Fraile Matarranz     | Ineos Grenadiers         | 25 pts                  |                         |

| Classificació per punts | Classificació per punts   | Classificació per punts  | Classificació per punts | Classificació per punts |
| Corredor                | Corredor                  | Equip                    | Punts                   |                         |
| ----------------------- | ------------------------- | ------------------------ | ----------------------- | ----------------------- |
| 1r                      | Tadej Pogačar             | UAE Team Emirates        | 77 pts                  |                         |
| 2n                      | Mikel Landa Meana         | Bahrain Victorious       | 48 pts                  |                         |
| 3r                      | Enric Mas Nicolau         | Movistar Team            | 48 pts                  |                         |
| 4t                      | Santiago Buitrago Sánchez | Bahrain Victorious       | 42 pts                  |                         |
| 5è                      | Carlos Rodríguez Cano     | Ineos Grenadiers         | 34 pts                  |                         |
| 6è                      | Lorenzo Rota              | Intermarché-Circus-Wanty | 32 pts                  |                         |
| 7è                      | Damiano Caruso            | Bahrain Victorious       | 31 pts                  |                         |
| 8è                      | Tim Wellens               | UAE Team Emirates        | 29 pts                  |                         |
| 9è                      | Tao Geoghegan Hart        | Ineos Grenadiers         | 29 pts                  |                         |
| 10è                     | Omar Fraile Matarranz     | Ineos Grenadiers         | 25 pts                  |                         |

| Classificació de la muntanya | Classificació de la muntanya | Classificació de la muntanya | Classificació de la muntanya | Classificació de la muntanya |
| Corredor                     | Corredor                     | Equip                        | Punts                        |                              |
| ---------------------------- | ---------------------------- | ---------------------------- | ---------------------------- | ---------------------------- |
| 1r                           | Gotzon Martín                | Euskaltel-Euskadi            | 26 pts                       |                              |
| 2n                           | Alex Martin                  | Eolo-Kometa                  | 18 pts                       |                              |
| 3r                           | Dries De Bondt               | Alpecin-Deceuninck           | 16 pts                       |                              |
| 4t                           | Tadej Pogačar                | UAE Team Emirates            | 15 pts                       |                              |
| 5è                           | Clément Alleno               | Burgos-BH                    | 10 pts                       |                              |
| 6è                           | Pàvel Sivakov                | Ineos Grenadiers             | 9 pts                        |                              |
| 7è                           | Mikel Landa Meana            | Bahrain Victorious           | 9 pts                        |                              |
| 8è                           | Omar Fraile Matarranz        | Ineos Grenadiers             | 8 pts                        |                              |
| 9è                           | Dries Van Gestel             | TotalEnergies                | 8 pts                        |                              |
| 10è                          | Pascal Eenkhoorn             | Lotto Dstny                  | 7 pts                        |                              |

| Classificació de la muntanya | Classificació de la muntanya | Classificació de la muntanya | Classificació de la muntanya | Classificació de la muntanya |
| Corredor                     | Corredor                     | Equip                        | Punts                        |                              |
| ---------------------------- | ---------------------------- | ---------------------------- | ---------------------------- | ---------------------------- |
| 1r                           | Gotzon Martín                | Euskaltel-Euskadi            | 26 pts                       |                              |
| 2n                           | Alex Martin                  | Eolo-Kometa                  | 18 pts                       |                              |
| 3r                           | Dries De Bondt               | Alpecin-Deceuninck           | 16 pts                       |                              |
| 4t                           | Tadej Pogačar                | UAE Team Emirates            | 15 pts                       |                              |
| 5è                           | Clément Alleno               | Burgos-BH                    | 10 pts                       |                              |
| 6è                           | Pàvel Sivakov                | Ineos Grenadiers             | 9 pts                        |                              |
| 7è                           | Mikel Landa Meana            | Bahrain Victorious           | 9 pts                        |                              |
| 8è                           | Omar Fraile Matarranz        | Ineos Grenadiers             | 8 pts                        |                              |
| 9è                           | Dries Van Gestel             | TotalEnergies                | 8 pts                        |                              |
| 10è                          | Pascal Eenkhoorn             | Lotto Dstny                  | 7 pts                        |                              |

### Classificació per equips
| Classificació per equips | Classificació per equips | Classificació per equips | Classificació per equips |
| Equip                    | Equip                    | Temps                    |                          |
| ------------------------ | ------------------------ | ------------------------ | ------------------------ |
| 1r                       | Ineos Grenadiers         | 63h 15' 54"              |                          |
| 2n                       | Bahrain Victorious       | + 43"                    |                          |
| 3r                       | UAE Team Emirates        | + 9' 57"                 |                          |
| 4t                       | Movistar Team            | + 14' 41"                |                          |
| 5è                       | Team Jayco AlUla         | + 19' 59"                |                          |
| 6è                       | Intermarché-Circus-Wanty | + 32' 40"                |                          |
| 7è                       | Burgos-BH                | + 34' 48"                |                          |
| 8è                       | Eolo-Kometa              | + 38' 55"                |                          |
| 9è                       | Israel-Premier Tech      | + 46' 35"                |                          |
| 10è                      | Lotto Dstny              | + 51' 06"                |                          |

## Evolució de les classificacions
| Etapa                  | Vencedor               | Classificació general | Classificació de la muntanya | Classificació per punts | Classificació de les metes volants |
| ---------------------- | ---------------------- | --------------------- | ---------------------------- | ----------------------- | ---------------------------------- |
| 1                      | Tadej Pogačar          | Tadej Pogačar         | Tadej Pogačar                | Gotzon Martín           | Aaron Van Poucke                   |
| 2                      | Tadej Pogačar          | Tadej Pogačar         | Tadej Pogačar                | Gotzon Martín           | Aaron Van Poucke                   |
| 3                      | Tim Wellens            | Tadej Pogačar         | Tadej Pogačar                | Gotzon Martín           | Aaron Van Poucke                   |
| 4                      | Tadej Pogačar          | Tadej Pogačar         | Tadej Pogačar                | Gotzon Martín           | Aaron Van Poucke                   |
| 5                      | Omar Fraile            | Tadej Pogačar         | Tadej Pogačar                | Gotzon Martín           | Aaron Van Poucke                   |
| Classificacions finals | Classificacions finals | Tadej Pogačar         | Tadej Pogačar                | Gotzon Martín           | Aaron Van Poucke                   |